# Exoristo Salmerón
Exoristo Salmerón y García (París, 10 de noviembre de 1877-Madrid, 30 de mayo de 1925) fue un pintor, caricaturista y político español que firmaba con el pseudónimo «Tito».

## Biografía
Hijo del presidente de la Primera República Nicolás Salmerón, nació el 10 de noviembre de 1877 en París, durante el periodo de exilio de su padre; allí aprendió dibujo.
Concurrió a la Exposición General de Bellas Artes de Madrid de 1901, con su lienzo "En el río" (1,76 x 2,25 m) que le valió consideración de 3ª medalla. También participó en las ediciones de 1904, 1906, 1908, 1910, 1915 y 1917.
Fue uno de los treinta políticos terceristas firmantes el 13 de abril de 1921 del manifiesto de adhesión a la Comintern, que dio lugar a la formación del Partido Comunista Obrero Español.
Publicó sus dibujos entre otros periódicos en La Libertad e Informaciones. Fue también uno de los ilustradores de la colección literaria Los Contemporáneos.
Falleció en Madrid el 30 de mayo de 1925.

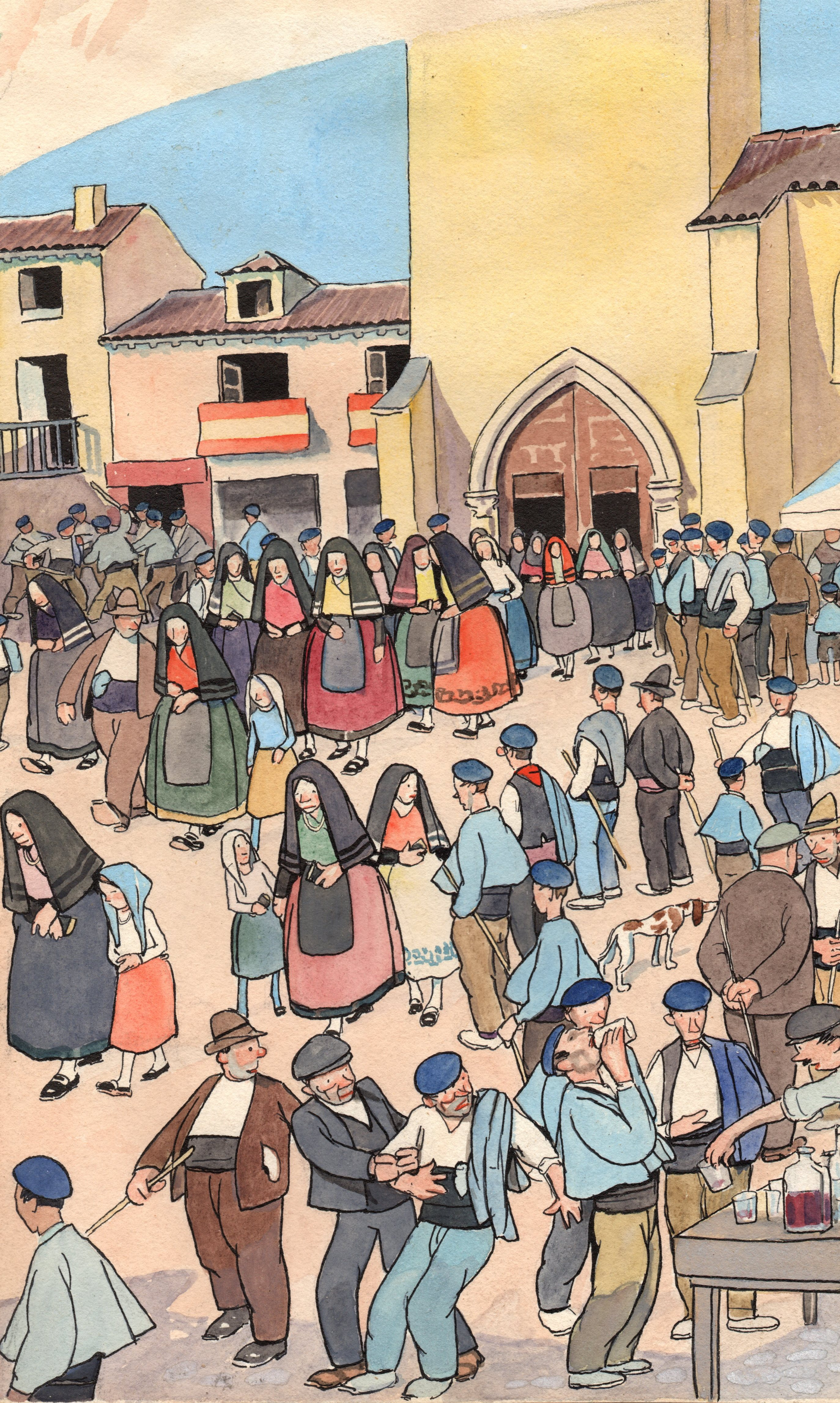
Acuarela sobre papel. Tito, Exoristo Salmerón
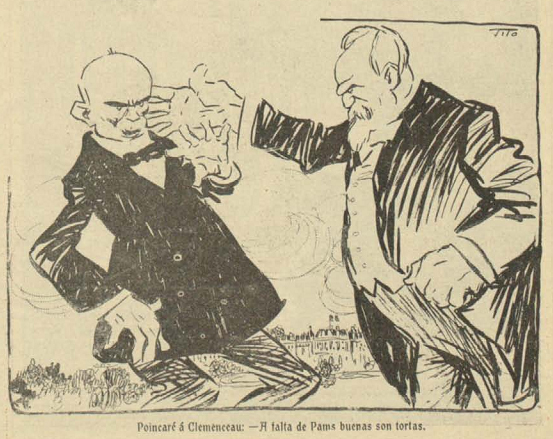
Poincaré á Clemenceau. A falta de Pams buenas son tortas; El Gran Bufón (1913).
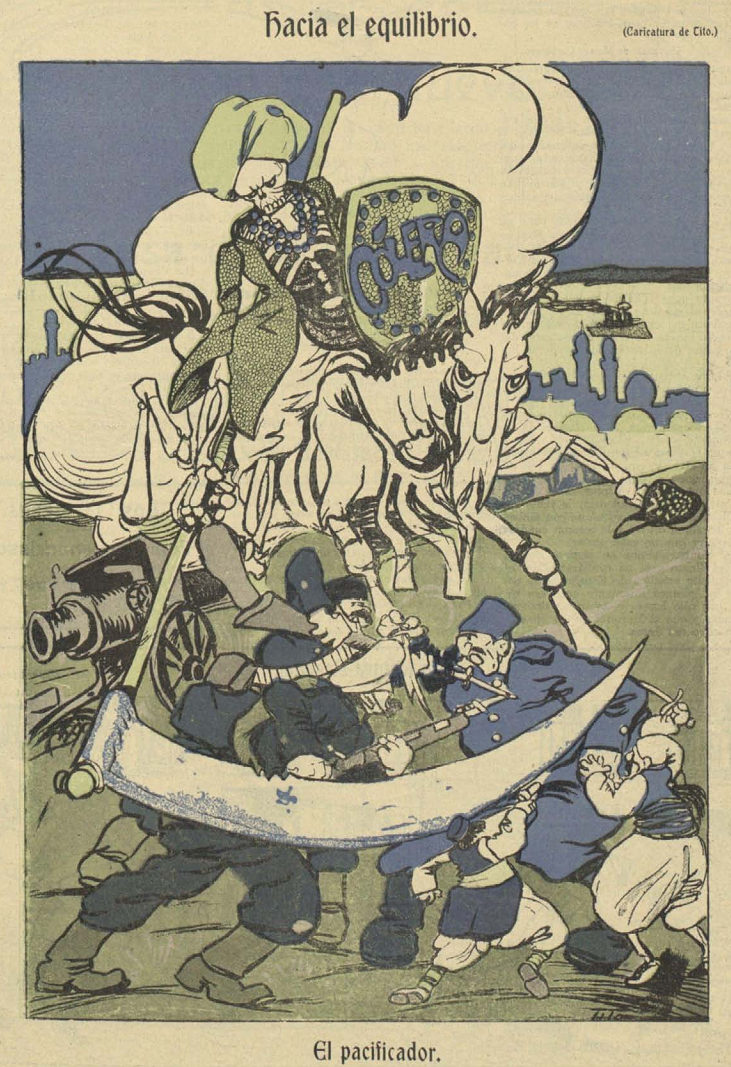
Hacia el equilibrio. El pacificador, publicado en El Gran Bufón en 1912
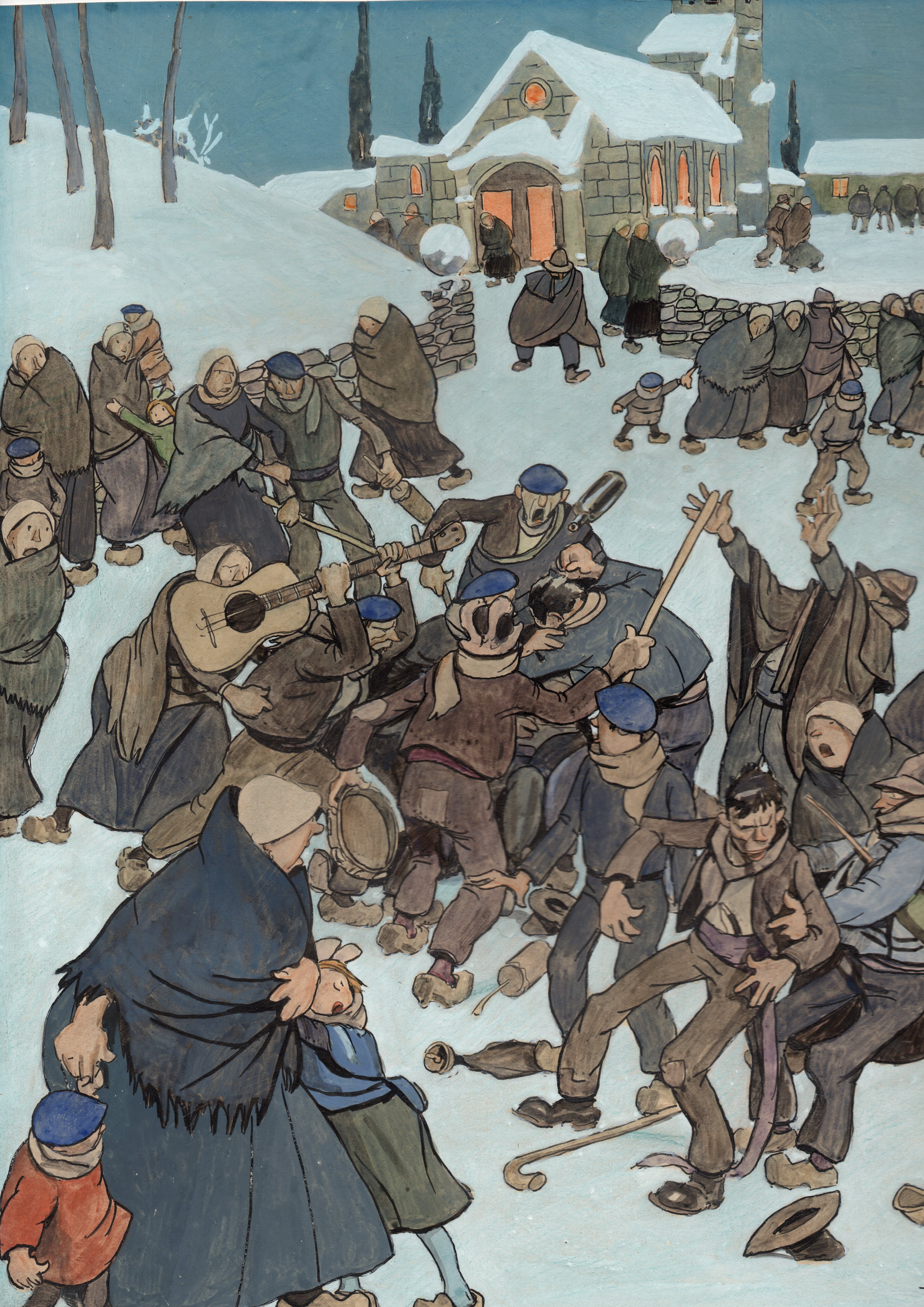
Pelea de borrachos, Exoristo Salmerón
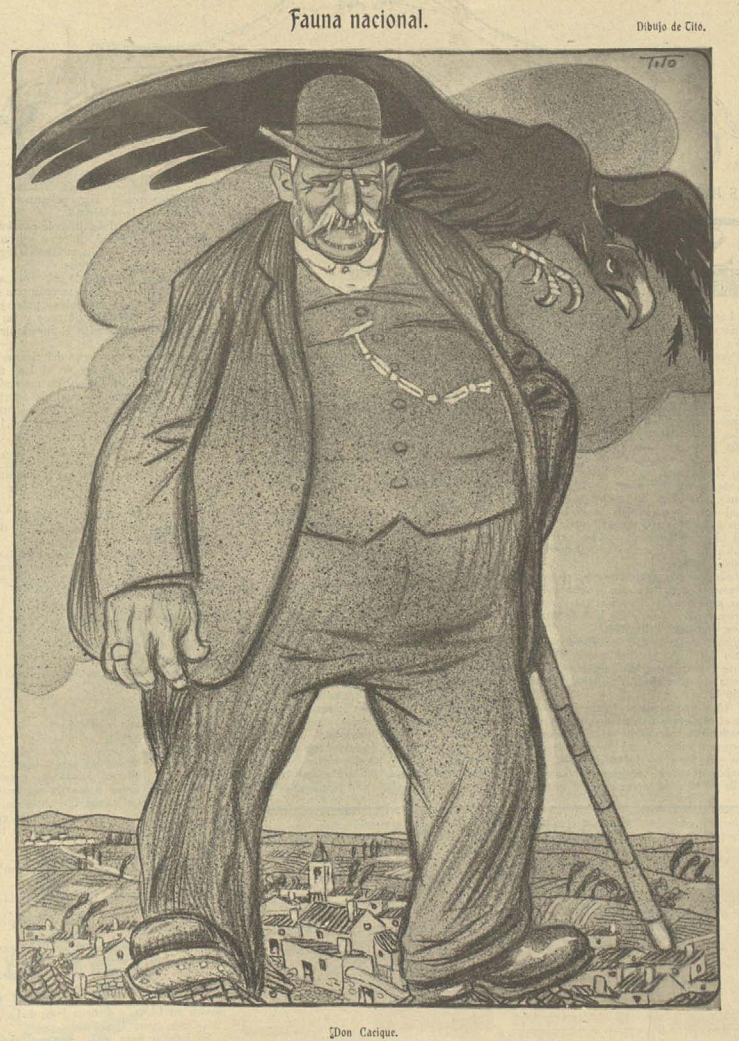
Don Cacique
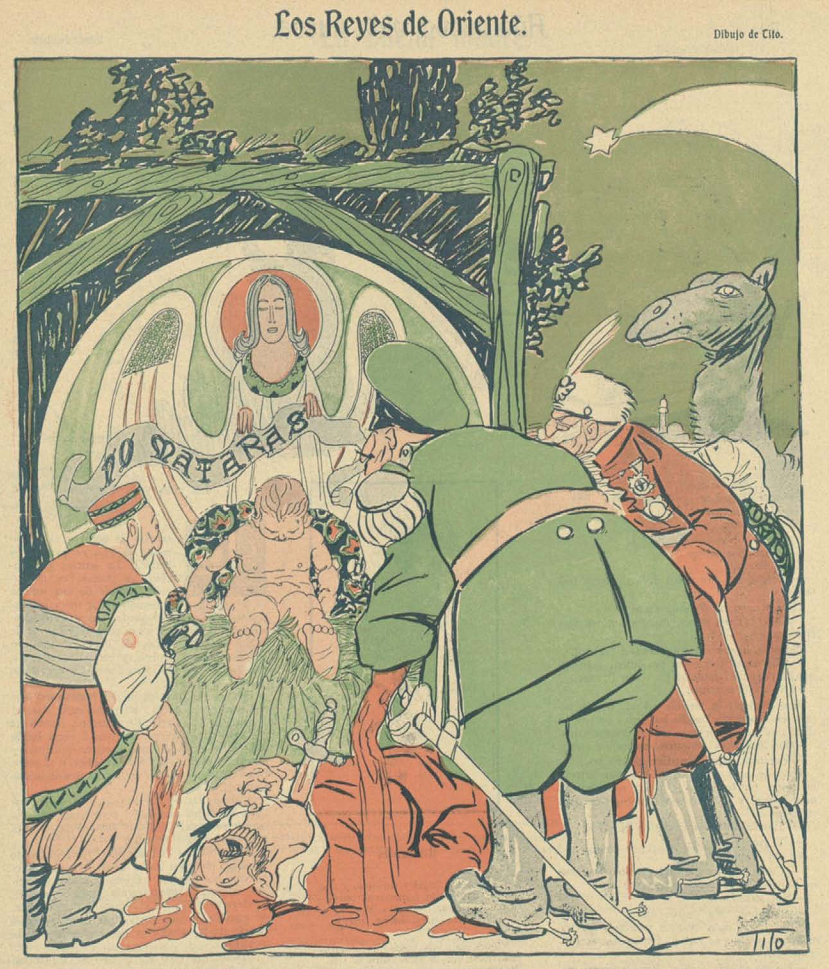
Los Reyes de Oriente